# Зонд Брейсвелла

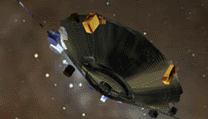
Художественная концепция межзвёздного роботизированного зонда

Зонд Брейсвелла — гипотетическая концепция отправки автономного межзвездного зонда для установления контакта с внеземными цивилизациями. Предложен американским учёным Рональдом Брейсвеллом в 1960 году, как альтернатива попыткам установления радиоконтакта между отдаленными друг от друга цивилизациями.
Зонд Брейсвелла, по мнению авторов гипотезы, представляет собой автономный роботизированный межзвёздный зонд, обладающий развитым искусственным интеллектом и всем набором знаний и информации, могущих представлять интерес для других цивилизаций.
Концепция такого зонда неоднократно находила применение в фантастике (например, в романах Артура Кларка), а также для гипотез, объясняющих ряд радиоастрономических феноменов. Так, гипотеза привлекалась для объяснения феномена радиоэхо с длительными задержками (обнаруженными в 1920-е годы). Один из сторонников этой гипотезы, шотландский любитель Д. Лунан, в 1974 году заявил, что, согласно сделанным им расчётам, зонд прибыл в Солнечную систему 13 тысяч лет назад со звезды Эпсилон Волопаса. Другие сторонники этой гипотезы предлагали иные варианты расшифровки предполагаемого кода интервалов запаздывания в радиоэхо, а в качестве звезды, с которой прилетел зонд, называли другие системы, в частности, Процион. Феномен радиоэха с длительными задержками до сих пор не нашёл достоверного научного объяснения.